# ظاهر الدين طغتكين
 الأمير أبو منصور ظاهر الدين طغتكين المشهور باسم طغتكين أتابك، هو أتابك وقائد عسكري تركي ومؤسس حكومة البوريين الذين حكموا دمشق ضمن الدولة السلجوقية. كان من أمراء تاج الدولة تتش بن ألب أرسلان الذي زوجه بأم ولده دقاق.
كان مع تاج الدولة لما سار إلى الري لقتال ابن أخيه بركياروق، فلما قُتِل تاج الدولة رجع طغتكين إلى دمشق وباشر وظيفته أتابكاً لدقاق، فلما مات دقاق عام 497 هـ (8 يونيو 1104م) ملك دمشق 35 سنة مؤسساً حكومة البوريين التي امتدت 51 عاماً. توفي طغتكين في 8 صفر عام 522 هـ (11 فبراير 1128م).

## بدايته

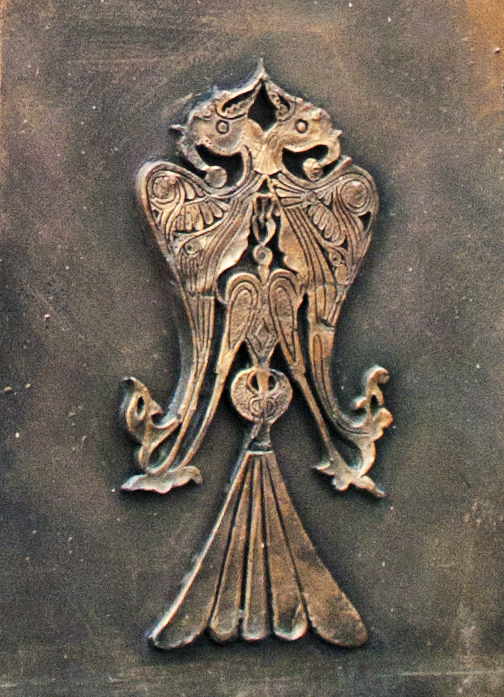
العقاب ذو الرأسين، شعار السلاجقة.

بدء طغتكين العمل كمملوك لتتش ثم نُصب أتابكا لابنه دقاق بتزويجه من أم دقاق.
أوصى تتش بأن يخلفه ابنه رضوان، لكن بعد وفاة تتش ومع اندلاع الاختلاف والنزاع بين أبنائه قام طغتكين بحماية جانب دقاق وساعده في الانشقاق من حكم أخيه وتوليته حكم دمشق.
في 21 أكتوبر عام 1097م وصلت حشود الصليبيين إلى بوابات أنطاكية، وإثر حصار الصليبيين قام حاكمها ياغي سيان بطلب النجدة من دقاق -رغم كون أنطاكية تحت حكم رضوان بن تتش حاكم حلب- والذي بدوره أرسل طغتكين لنجدته. انهزم طغتكين بتاريخ 31 ديسمبر 1097م مقابل بوهيموند الأول وروبرت الثاني كونت فلاندر واضطر للانسحاب. وفي محاولة ثانية لإنقاذ أنطاكية هذه المرة ضمن جيوش كربوغا (حاكم الموصل) ، انهزم طغتكين مرة أخرى في 28 يونيو 1098م.
بعد فتحهم أنطاكية اتجه الصليبيون نحو الجنوب، باع قاضي جبلة بلدته إلى دقاق الذي عيّن ابن طغتكين بوري حاكما عليها. لكن استبداد وجور بوري بن طغتكين أدى إلى سقوطه السريع. في عام 1103م قام دقاق بإرسال طغتكين للاستيلاء على حمص بطلب من سكانها بعد أن قام رضوان (حاكم حلب) باغتيال جناح الدولة حاكم حمص.
في العام التالي أي 1104م مات دقاق بن تتش مخلفاً ابنه الصغير تتش بن دقاق ليخلفه على حكم دمشق.

## حكم دمشق
بعد وفاة دقاق قام طغتكين بتنفيذ وصيته باستلام ولاية دمشق من بعده والحضانة لولده الصغير تتش بن دقاق إلى حين يكبر وإحسان تربيته، ولكن الصغير توفي في النصف الأول من عام 498 هـ (1104م) فاستبد طغتكين بعد ذلك بالحكم.

### إطلاق سراح أرتاش بن تتش
لما مات دقاق أحضر طغتكين أرتاش أخا دقاق من بعلبك الذي كان أخوه حبسه بقلعتها، فلما قدم أسكنه طغتكين بدمشق، فبقي ثلاثة أشهر، ثم هرب أرتاش سرا لأمر توهمه من طغتكين. فذهب إلى بغدوين ملك القدس مستنصرا به، فلم ير منه إقبالا ولم يحصل منه على أمل، فتوجه إلى العراق على الرحبة فهلك في طريقه سنة 497 هـ (1104م).

### المشاركة في حرب الفرنج والمصريين

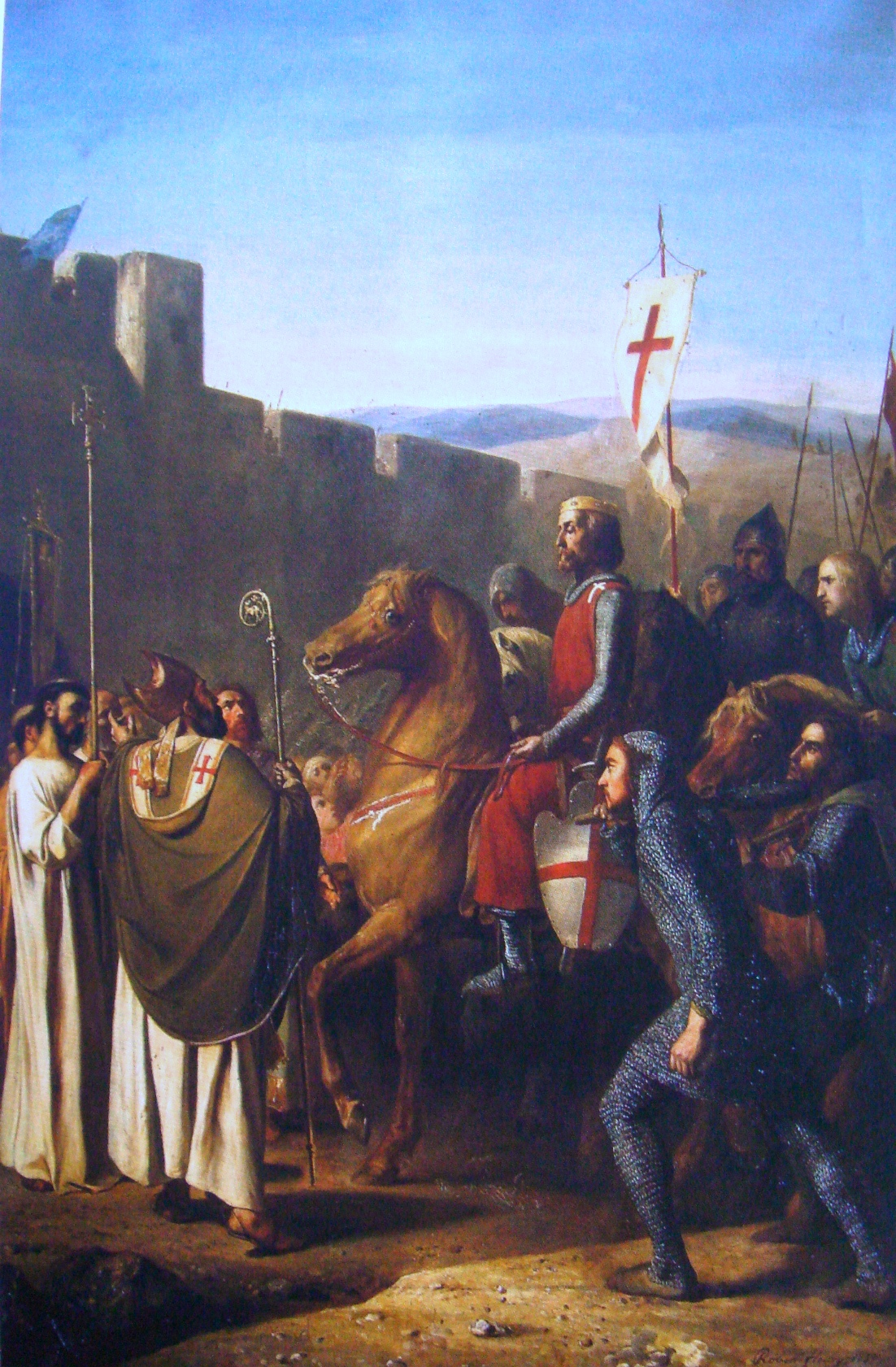
بلدوين الأول ملك مملكة بيت المقدس الصليبية.

في عام 497 هـ قام الأفضل شاهنشاه وزير الخليفة الفاطمي المستعلي بالله صاحب مصر بإرسال ولده شرف المعالي إلى محاربة الفرنج فقهرهم وأخذ مدينة الرملة منهم، ثم اختلف المصريون والعرب وادعى كل واحد منهما أن الفتح له فأتاهم سرية الفرنج فتقاعد كل فريق منهما بالآخر حتى كاد الفرنج يظهرون عليهم فرحل عند ذلك شرف المعالي إلى أبيه بمصر، فنفذ ولده الآخر في ذي الحجة من عام 498 هـ (أغسطس 1105م) وهو سناء الملك حسين في جماعة من الأمراء منهم جمال الملك النائب بعسقلان للمصريين وأرسلوا إلى طغتكين أتابك بدمشق يطلبون منه عسكرا فأرسل إليهم الأصبهبذ صباوة بن خمارتكين ومعه 1300 فارس.
وكان المصريون في 5000 عسكري وقصدهم بغدوين الفرنجي صاحب مملكة بيت المقدس وعكا ويافا في 1300 فارس و 8000 راجل فوقع المصاف بينهم بين عسقلان ويافا فلم تظهر إحدى الطائفتين على الأخرى فقتل من المسلمين 1200 ومن الفرنج مثلهم وقتل جمال الملك أمير عسقلان. فلما رأى المسلمون أنهم قد تكافأوا في النهاية قطعوا الحرب وعادوا إلى عسقلان وعاد صباوة إلى دمشق وكان مع الفرنج جماعة من المسلمين منهم بكتاش بن تتش الذي كان قد رفض تسليم طغتكين الملك إلى ولد أخيه تتش بن دقاق وهو طفل فدعاه ذلك إلى قصد الفرنج والكون معهم.

### استرجاع حصن عال وحصن رفنية من الفرنج
في عام 499 هـ (1106م) شرع الفرنج بالعمل في حصن بين طبريا والبثنية يقال له عال، فبلغ طغتكين صاحب دمشق فسار وأخذ الحصن، وأعاد الأسارى والغنائم وزينت دمشق أسبوعا. ثم سار إلى حصن رفنية، وصاحبه ويليام جوردن الثاني السرداني ابن أخت صنجيل، فحاصره طغتكين وملكه وقتل به 500 من الفرنج.

### الاستنجاد بالسلطان السلجوقي لمقاومة الفرنج
في عام 500 هـ (1107م) تتابعت كتب طغتكين أتابك والقاضي فخر الملك ابن عمار (ملك طرابلس) إلى السلطان محمد بن ملكشاه بعظيم ما حلّ بالشام وأهله من الفرنج ويستصرخون به ويستنجدون به ليدركهم، فندب جيشا عليهم جاولي سقاوو، وكاتب سيف الدولة صدقة بن منصور المزيدي (صاحب الحلة) وصاحب الموصل وغيرهما لينهضوا إلى حرب الكفار فثقل ذلك على المكاتبين ونكلوا عن الجهاد وأقبلوا على حظوظ الأنفس.

### سنة 502هـ (1109م) عام النصر والخسارة

#### غزوة طبرية ثم مهادنة الفرنج
في عام 502 هـ (1109م) طغتكين غازيا إلى طبرية، فالتقى هو وابن أخت صاحب القدس بغدوين. وكان المسلمون 2000 فارس سوى الرجالة، وكانت الفرنج 400 فارس و 2000 راجل. فاشتد القتال، وانهزم المسلمون فترجل طغتكين، فتشجع العسكر وتراجعوا، وأسروا ابن أخت بغدوين، ورجعوا منصورين. وبذل ان أخت بغدوين في نفسه ثلاثين ألف دينار وإطلاق خمسمائة أسير، فلم يقنع منه طغتكين بغير الإسلام، ثم ذبحه بيده، وبعث بالأسرى إلى بغداد. ثم تهادن طغتكين وبغدوين على وضع الحرب أربع سنين.

#### تملك حصن عرقة ثم خسارته
حصن عرقة وهو من أعمال طرابلس كان بيد غلام للقاضي فخر الملك أبي علي بن عمار (صاحب طرابلس) وهو من الحصون المنيعة فعصى على مولاه فضاق به القوت وانقطعت عنه الميرة لطول مكث الفرنج في نواحيه فأرسل إلى أتابك طغتكين وقال له أرسل من يتسلم هذا الحصن مني قد عجزت عن حفظه ولأن يأخذه المسلمون خير لي دنيا وآخرة من أن يأخذه الفرنج. فبعث إليه طغتكين صاحبا له اسمه إسرائيل في 3000 رجل فتسلم الحصن فلما نزل غلام ابن عمار منه رماه إسرائيل في الأخلاط بسهم فقتله وكان قصده بذلك أن يطلع أتابك طغتكين على ما خلفه بالقلعة من المال.
وأراد طغتكين قصد الحصن للاطلاع عليه وتقويته بالعساكر والأقوات وآلات الحرب فنزل الغيث والثلج مدة شهرين ليلا ونهارا فمنعه، فلما زال ذلك سار في 4000 فارس ففتح حصونا للفرنج منها الأكمة فلما سمع ويليام السرداني الفرنجي بمجيء طغتكين وهو على حصار طرابلس توجه في 300 فارس فلما أشرف أوائل أصحابه على عسكر طغتكين انهزموا وخلوا ثقلهم ورحالهم ودوابهم للفرنج فغنموا وقووا به وزاد في تجملهم.
ووصل المسلمون إلى حمص على أقبح حال من التقطع ولم يقتل منهم أحد لأنه لم تجر حرب، وقصد ويليام السرداني إلى عرقة فلما نازلها طلب من كان بها الأمان فأمنهم على نفوسهم وتسلم الحصن فلما خرج من فيه قبض على إسرائيل وقال لا أطلق عنه إلا بإطلاق فلان وهو أسير كان بدمشق من الفرنج منذ سبع سنين ففودي به وأطلقا معا. ولما وصل طغتكين إلى دمشق بعد الهزيمة أرسل إليه ملك القدس يقول له لا تظن أنني أنقض الهدنة للذي تم عليك من الهزيمة فالملوك ينالهم أكثر مما نالك ثم تعود أمورهم إلى الانتظام والاستقامة، وكان طغتكين خائفا أن يقصد بعد هذه الكسرة فينال من بلده كل ما أراد.

### غدر العدو وخذلان الحليف
في عام 504هـ (1111م) غدر بغدوين ونازل طبرية، وبرز طغتكين إلى رأس الماء، ثم وقعت هدنة وفيها حيف على المسلمين وإذلال ولم ينجدهم لا جيش الشرق ولا جيش مصر، واستنصرت الفرنج بالشام.

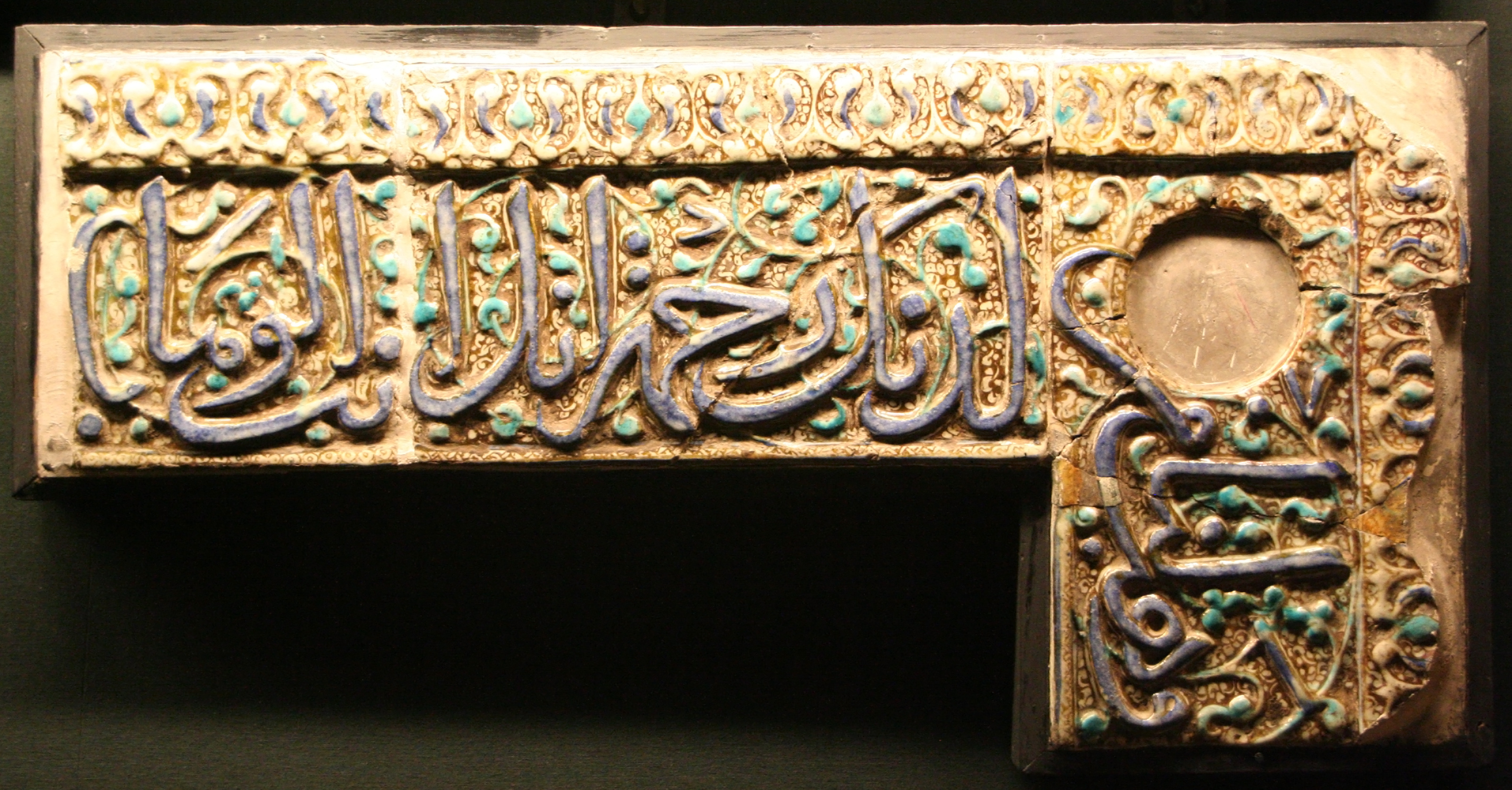
طنف أثري من العهد السلجوقي. ما بين القرن 11 و 12 م.

### تحالف وانتصار المسلمون على الفرنج
في محرم عام 507هـ (يوليو 1113م) اجتمع المسلمون وفيهم الأمير مودود بن التونتكين صاحب الموصل وتميرك صاحب سنجار والأمير إياز بن إيلغازي وطغتكين، وكان سبب اجتماع المسلمين أن ملك الفرنج بغدوين تابع الغارات على دمشق ونهبها وخربها أواخر سنة 506هـ وانقطعت المواد عن دمشق فغلت الأسعار فيها وقلت الأقوات، فأرسل طغتكين صاحبها إلى الأمير مودود يشرح له الحال ويستنجده ويحثه على الوصول إليه فجمع عسكرا وسار فعبر الفرات آخر ذي القعدة 506هـ (مايو 1113م) فخافه الفرنج.
وسمع طغتكين خبره فسار إليه ولقيه بسلمية واتفق رأيهم على قصد بغدوين ملك القدس فساروا إلى الأردن فنزل المسلمون عند الأقحوانة ونزل الفرنج مع ملكهم بغدوين وكونت الرها جوسلين صاحب جيشهم وغيرهما من المقدمين والفرسان المشهورين ودخلوا بلاد الفرنج مع مودود وجمع الفرنج فالتقوا عند طبرية 13 محرم 506هـ (29 يونيو 1113م) واشتد القتال وصبر الفريقان ثم إن الفرنج انهزموا وكثر القتل فيهم والأسر، وممن أسر ملكهم بغدوين فلم يعرف فأخذ سلاحه وأطلق فنجا وغرق منهم في بحيرة طبرية ونهر الأردن كثير وغنم المسلمون أموالهم وسلاحهم.
وصل الفرنج إلى مضيق دون طبرية فلقيهم عسكر طرابلس وأنطاكية فقويت نفوسهم بهم وعاودوا الحرب فأحاط بهم المسلمون من كل ناحية وصعد الفرنج إلى جبل غرب طبرية فأقاموا به ستة وعشرين يوما والمسلمون بإزائهم يرمونهم بالنشاب فيصيبون من يقرب منهم ومنعوا الميرة عنهم لعلهم يخرجون إلى قتالهم فلم يخرج منهم أحد فسار المسلمون إلى بيسان ونهبوا بلاد الفرنج بين عكا إلى القدس وخربوها وقتلوا من ظفروا به من النصارى وانقطعت المادة عنهم لبعدهم عن بلادهم فعادوا ونزل بمرج الصفر.

### اغتيال مودود صاحب الموصل
بعد محاربة الفرنج أذن الأمير مودود للعساكر في العود والاستراحة ثم الاجتماع في الربيع لمعاودة الغزاة، وفي 21 ربيع الأول من عام 507 هـ (1113م) دخل مودود بن التونتكين (صاحب الموصل) في خواصه دمشق وأقام عند صاحبه طغتكين، وأمر عساكره بالبحر في الربيع ونزل هو وطغتكين يوم الجمعة 22 ربيع الأول (5 سبتمبر 1113م) للصلاة ولما قضيت الجمعة مشى ويده في يد طغتكين في صحن الجامع وحولهما من الأتراك والديلم والأحداث بأنواع السلاح من الصوارم والصمصامات والخناجر المجردة ما شاكل الأجمة المشتبكة، فلما حصلا في صحن الجامع وثب رجل باطني لا يؤبه له فقرب من مودود كأنه يدعو له ويتصدق عليه، فقبض ببند قبائه وضربه بخنجر أسفل سرته ضربتين هذا والسيوف تنزل عليه ومات مودود ليومه، فقيل إن الإسماعيلية قتلته، وقيل بل خافه طغتكين، فجهّز عليه الباطني، وذلك بعيد.
دفن مودود في تربة دقاق بخانقاه الطواويس، ثم حمل بعد ذلك إلى بغداد فدفن في جوار الإمام أبي حنيفة، ثم نقل إلى أصبهان.
قال ابن الأثير: حدثني والدي رحمه الله أن ملك الفرنج كتب إلى طغتكين كتابا فيه: «وإن أمة قتلت عميدها، يوم عيدها، في بيت معبودها، لحقيق على الله أن يبيدها».

### انقلاب طغتكين على السلطان والتحالف مع الفرنج
في عام 508 هـ (1114م) قامت حرب بين آق سنقر البرسقي (شحنة بغداد) وإيلغازي الأرتقي (صاحب ماردين)، ولما قبض البرسقي على إياز بن إيلغازي سار إيلغازي إلى حصن كيفا وصاحبها الأمير ركن الدولة داود ابن أخيه سقمان فاستنجده فسار معه في عسكره وأحضر خلقا كثيرا من التركمان وسار إلى البرسقي فلقيه أواخر السنة واقتتلوا قتالا شديدا صبروا فيه فانهزم البرسقي وعسكره وخلص إياز بن إيلغازي من الأسر فأرسل محمد بن ملكشاه السلجوقي إليه يتهدده فخافه وسار إلى الشام إلى حميه طغتكين صاحب دمشق فأقام عنده أياما.
وكان طغتكين أيضا قد استوحش من السلطان لأنه نسب إليه قتل مودود فاتفقا على الامتناع والالتجاء إلى الفرنج والاحتماء بهم فراسلا صاحب أنطاكية وحالفاه فحضر عندهما على بحيرة قدس عند حمص وجددوا العهود وعاد إلى أنطاكية وعاد طغتكين إلى دمشق وسار إيلغازي إلى الرستن على عزم قصد ديار بكر وجمع التركمان والعود فنزل بالرستن ليستريح، فقصده الأمير قرجان بن قراجة (صاحب حمص) وقد تفرق عن إيلغازي أصحابه فظفر به قرجان وأسره ومعه جماعة من خواصه وأرسل إلى السلطان يعرفه ذلك ويسأله تعجيل إنفاذ العساكر لئلا يغلبه طغتكين على إيلغازي.
ولما بلغ طغتكين الخبر عاد إلى حمص وأرسل في إطلاقه فامتنع قرجان وحلف إن لم يعد طغتكين لنقتلن إيلغازي فأرسل إيلغازي إلى طغتكين أن الملاجة (العناد) تؤذيني وتسفك دمي والمصلحة عودك إلى دمشق، فعاد طغتكين إلى دمشق. وانتظر قرجان وصول العساكر السلطانية فتأخرت عنه فخاف أن ينخدع أصحابه لطغتكين ويسلموا إليه حمص فعدل إلى الصلح مع إيلغازي على أن يطلقه ويأخذ ابنه إياز رهينة ويصاهره ويمنعه من طغتكين وغيره فأجابه إلى ذلك فأطلقه وتحالفا وسلم إليه ابنه إياز وسار عن حمص إلى حلب وجمع التركمان وعاد إلى حمص وطالب بولده إياز وحصر قرجان إلى أن وصلت العساكر السلطانية فعاد إيلغازي.
ورأى طغتكين المصلحة أن يتلافى أمر السلطان، فسار بنفسه إلى بغداد بهدايا وتحف للسلطان والخليفة، فرأى من الإكرام والتبجيل ما لا مزيد عليه وشرف بالخلع، وكتب له السلطان منشورا بإمرة الشام جميعه، وكان السلطان هذه السنة قد قدم بغداد واجتمع بعه طغتكين في ذي القعدة من عام 509 هـ (مارس 1116م).

### خسارة صور للفرنج
كان الفرنج سابقاً قد حاصروا صور وهي تحت إمرة الفاطميين وخربوا ضياعها، ثم نجدهم صاحب دمشق طغتكين وأمدهم بما يصلحهم ولم يقطع منها خطبة المصريين (لم يستول عليها)، فبعث إليه صاحب مصر يشكره ويثني عليه، وجهز لها أسطولا.
ولكن في عام 512 هـ تحركت الفرنج نحو صور وقويت أطماعهم، فرأى المصريون أن يردوا أمرها إلى طغتكين وراسلوه بذلك فملكها ورتب بها الجند، فنازلها الفرنج وجدّوا في الحصار وقلت بها الأقوات. وسار طغتكين إلى بانياس ليرهب الفرنج فما اهتموا فيه، واستنجد بالمصريين فما نجدوه، وتمادت الأيام وأشرف أهلها على الهلاك فراسل طغتكين ملك الفرنج، على أن يسلمها إليه بشرط أن يمكن أهلها من حمل ما يقدرون عليه من الأمتعة، فأجابه إلى ذلك ووفى بالعهد وتفرقت أهلوها في البلاد ودخلها الفرنج في 23 جمادى الأولى (11 سبتمبر 512 هـ) الثلث والعشرين من جمادى الأولى. وكانت من أمنع حصون الإسلام، ودامت في يد الفرنج إلى سنة 690 هـ (1291م).

### محاولة الاستيلاء على حمص
في عام 517 هـ (1123م) سار طغتكين إلى حمص فهجم على المدينة ونهبها وأحرق كثيرا منها وحصرها وصاحبها قرجان بالقلعة فاستمد صاحبها بطغان أرسلان فسار إليه في جمع كثير فعاد طغتكين إلى دمشق.

## وفاته
توفي طغتكين في 8 صفر عام 522هـ (11 فبراير 1128م) بعد أن مرض مرضا أنهك قوته وأنحل جسمه، فحزن عليه أهل دمشق ولم يبق فيها محلة ولا سوق إلا والمأتم قائم عليه فيه، ودفن في قبلي المصلى. ماتت زوجته الخاتون شرف النساء، أم بوري، بعده بثلاثة أشهر. خلفه ابنه بوري بن طغتكين.